# Піонерський (Ігринський район)
Піоне́рський (рос. Пионерский) — присілок (колишнє селище) в Ігринському районі Удмуртії, Росія.

## Населення
Населення — 84 особи (2010; 126 в 2002).
Національний склад станом на 2002 рік:
- росіяни — 51 %
- удмурти — 43 %

## Урбаноніми[3]
- вулиці — Гоголя, Леніна, Лісова, Нова, Піонерська, Шкільна